# سكوت وير
سكوت وير (بالإنجليزية: Scott Ware)‏ هو لاعب كرة قدم أمريكية أمريكي، ولد في 5 مايو 1983 في سانتا روسا في الولايات المتحدة.

## وصلات خارجية
- سكوت وير على موقع JustSportsStats.com (الإنجليزية)